# Vesper Lynd
Vesper Lynd is een personage uit de James Bondromans van de Engelse schrijver Ian Fleming, en uit de James Bondfilm Casino Royale.

## Boek
In het tiende boek van Ian Fleming On Her Majesty's Secret Service, bezoekt Bond het graf van Vesper in Royale-les-Eaux als een jaarlijks bedevaart.

## Casino Royale
Vesper werkt in de film voor de HM Treasury en als agente voor MI6. Ze leent Bond het geld om te spelen en Le Chiffre te verslaan. Nadat Bond heeft gewonnen worden hij en Vesper ontvoerd door Le Chiffre. Maar beiden worden gered door Quantum-handlanger Mr. White, die Le Chiffre doodt.
Terwijl beide in een ziekenhuis zijn om te herstellen, worden Bond en Vesper diep verliefd en Bond is van plan om ontslag te nemen. Onbekend voor Bond, verduistert Vesper het geld en levert het aan een groep Quantum-handlangers omdat Vespers vriend (Frans-Argentijns) ontvoerd werd. Bond komt daar net op tijd achter en rent achter de boeven aan die Vesper gijzelen, en in een leegstaand huis in de lift opsluiten. Na vele explosies zinkt het huis met ook de lift waarin Vesper zich bevindt. Bond probeert Vesper nog te redden maar tevergeefs. Hij zint sinds haar dood op wraak.

## Quantum of Solace
De herinneringen aan Vesper komen in latere films ook terug. Zo zoekt Bond wie er achter haar dood zit en komt uit bij de organisatie Quantum. Hij ondervraagt Mr. White maar die zegt het jammer te vinden dat Vesper zelfmoord pleegde, want anders hadden ze Bond ook bij zich gehad. Hij weet wel Yusef Kabira, de zogenaamde vriend van Vesper Lynd, te vinden. Bond neemt hem dan ook gevangen bij MI6 en laat hierbij Vespers ketting in de sneeuw achter.

## Spectre
Na enkele jaren komt Bond bij toeval in contact met een nog veel grotere organisatie genaamd SPECTRE. In de film blijken Le Chiffre, Dominic Greene, Raoul Silva en Mr. White allemaal leden van SPECTRE te zijn. Ook Vesper blijkt lid te zijn geweest zonder dat ze het wist.

## No Time to Die
In No Time to Die bezoekt Bond de graftombe van Vesper. Wanneer hij het graf van Vesper bezoekt, zegt hij "Ik mis je" en verbrandt een briefje met de tekst "vergeef me". Dan ziet hij een verwelkte bos bloemen met een briefje met het logo van spectre. Op dat moment ontploft de tombe en Bond overleeft dat ternauwernood. Tijdens het verhoor in de gevangenis vertelt Blofeld dat hij achter de bom zat, als afscheidscadeautje. .

## Trivia
Volgens de roman werd Vesper zo genoemd door haar ouders omdat ze op een stormachtige avond werd geboren. Ook is er de cocktail "Vesper Martini" naar haar vernoemd.